# 小原鐵五郎
小原 鐵五郎（おばら てつごろう、1899年〈明治32年〉10月28日（戸籍上は11月1日） - 1989年〈平成元年〉1月27日）は日本の実業家、信用金庫経営者。

## 概要
城南信用金庫の第3代理事長・会長であり、全国信用金庫連合会（現：信金中央金庫）会長や全国信用金庫協会会長の両会長職を永年にわたって務めていた。歯に衣着せぬ直言で金融界のご意見番といわれ、政官財にも強い影響力を持っていた。
また信金業界の業界団体のトップとして長きにわたってリーダーシップを発揮し、信用金庫の発展に努め、信金業界において多大な功績を残した。その実績から「ミスター信金」「金融界の大久保彦左衛門」「信用金庫の神様」とも呼ばれている。勲等は勲三等瑞宝章、勲二等瑞宝章及び従三位勲一等瑞宝章。
また、小原は政府の財産税調査立案に関する委員会委員や大蔵省の金融制度調査会委員などの委員会委員も歴任していたため、大平正芳や舟山正吉、澄田智などの人物と交友関係を持っていた。

## 経歴
明治32年（1899年）10月28日、東京府荏原郡大崎村字居木橋（現：東京都品川区大崎3丁目）に小原兼治郎・りんの五子（七人兄弟の五番目で四男）として生まれる。家業の農業に従事。品川区第一日野尋常（第一日野）小学校卒。
大正7年（1918年）に生じた米騒動を見て、貧富の差をなくして安定した社会を作りたいと考え、大正8年（1919年）7月に大崎信用組合設立時に書記として入社。実務に精励し、次第に頭角を現す。
昭和20年（1945年）2月、専務理事就任。同年8月10日、空襲により被害を受けた東京城南地区の15の信用組合が合併して日本一の規模を誇る城南信用組合が発足し、専務理事に就任。同年12月、産業組合の代表として政府の財産税調査立案に関する委員会委員に就任して新円切替に携わり、池田勇人、前尾繁三郎などと懇意を得る。
昭和25年（1950年）6月1日の信用金庫の親機関である「全国信用協同組合連合会」（現：信金中央金庫）の発足に尽力し、常務理事に就任。
昭和26年（1951年）6月、信用金庫の単独法である信用金庫法の成立に尽力する。
昭和26年（1951年）10月、全国の信用組合に先がけて城南信用組合を改組。名称を現在の城南信用金庫と改めた。
昭和31年（1956年）5月、城南信用金庫の3代目理事長となる。
昭和36年（1961年）、紺綬褒章を受章。
昭和37年（1962年）、黄綬褒章を受章。
昭和38年（1963年）、全国信用金庫連合会（現：信金中央金庫）会長となる。
昭和41年（1966年）3月に全国信用金庫協会会長となる。以来、両会長職を長年務め全国の信用金庫をまわるなど信用金庫業界の結束に尽力する。この間、大蔵省の金融制度調査会委員として預金保険法の成立や限度額の拡充など、金融制度の整備にも貢献。
昭和43年（1968年）の金融二法成立時には、株式会社化の危機にあった信用金庫制度を保持し、信金中央金庫の支店をニューヨーク、ロンドン、シンガポールに開設するなど国際業務の拡充に尽力、信金情報システムセンターSSCを設立、信金中央金庫による金融債の発行を実現など、中小企業と信用金庫業界の発展に貢献した。また、財団法人小原白梅育英基金を設立し全財産を遺贈。
昭和44年（1969年）勲三等瑞宝章を受章。
昭和52年（1977年）勲二等瑞宝章を受章。
昭和62年（1987年）、全国信用金庫協会長名誉会長に就任。春の叙勲にて、従三位、勲一等瑞宝章を親授された。これにより小原鐵五郎の功績を称え、全国455信用金庫が協力して、東京都中央区京橋３丁目８−１の信用金庫会館前に小原鐵五郎の銅像を建立した。
小原鐵五郎の銅像の台石には次のように刻まれている。
平成元年（1989年）1月27日死去。享年89歳。墓所は摩耶寺。
葬儀では、当時の内閣総理大臣（第74代）竹下登や宮澤喜一、大蔵大臣の村山達雄なども葬儀に参列し弔辞を献じ、日本銀行総裁の澄田智が弔辞を読み上げた。
没後、遺産の100億円が小原が理事長を務めていた小原白梅育英基金に寄付された。

## 小原哲学
小原哲学は小原が自らの経験を以てして得た知見をまとめた語録であり、中小企業の健全な発展、豊かな国民生活の実現、および地域社会への貢献の三つを信用金庫のヴィジョンとして打ち出したものである。そして、その指針として小原が自らの発言を纏めたものである。著名なものとして以下の語録が挙げられる。

### 裾野金融
昭和41年（1966年）に、金融制度調査会において、競争原理の導入による金融効率化論議が行なわれた。その中で、協同組織にもとづく信用金庫を株式会社に改変して、信用金庫を資本の原理の下に大銀行に合併統合してしまおうという「滝口試案」が滝口吉亮政府委員から出された。また同様に会員組織を否定する「末松試案」が名古屋大学の末松玄六教授から出された。
これを知った小原は全国の信用金庫に団結を呼びかけると共に、反対の先頭に立って中央大学の川口弘教授の提案した会員組織を維持する「川口試案」を支持して、金融制度調査会で論陣を張った。
小原は「信用金庫は中小企業の金融機関だ。株式組織にすれば、大企業中心になってしまう」と激論を述べ、一転して「およそ八百屋であれ魚屋であれ、企業にはビジョンというものがあるが、滝口試案のどこに信用金庫のビジョンがあるのか、伺いたい」と問いただした。返答に窮する政府委員に対して、信用金庫設立の経緯と理念を、富山で米騒動が起こった背景から諄々と説明し、「中小企業の育成発展、豊かな国民生活の実現、地域社会繁栄への奉仕」という信用金庫の3つのビジョンについて語り、「超資本主義で事を進めるなら、いつか貧富の差が激しくなり、階級闘争が火を吹くかもしれない。平和な世の中を作るには、信用金庫の存在こそ必要ではないのか」と述べ、「富士山の秀麗な姿には誰しも目を奪われるが、白雪に覆われた気高い頂は、大きく裾野を引いた稜線があってこそそびえる。日本の経済もそれと同じで、大企業を富士の頂としたら、それを支える中小企業の広大な裾野があってこそ成り立つ。その大切な中小企業を支援するのが信用金庫であり、その役割は大きく、使命は重い」と最後をそう締めくくった。
これが「裾野金融論」であり、その場に居た、銀行局長であり後の日本銀行総裁澄田智は小原の主張に感銘を受け「これは小原鐵学である」と評したという。中山素平（日本興業銀行〈現：みずほフィナンシャルグループ〉の元頭取、会長）などの委員会の委員も小原に共感し、最終的には、小原に好意をもった澄田の翻意により、「滝口試案」は廃案となり、「川口試案」が基本となって信用金庫制度は存続された。
そして、金融二法と呼ばれる「中小企業金融制度の整備改善のための相互銀行法、信用金庫法等の一部を改正する法律」（43法律85号）及び「金融機関の合併及び転換に関する法律」（43年法律86号）が制定された。この合併転換法は、当初、銀行が信用金庫を合併する条項しかなかったが「逆に信用金庫が銀行を合併できるような法律構成にしなければ不公平だ」と小原が真っ向から反対意見を強く主張したため、現行の構成となった。

### 貸すも親切、貸さぬも親切
大崎信用組合に入社した若い小原は、夜間は産業組合中央会の勉強会に通い、簿記や法律など金融の基本実務の習得に励んだ。その産業組合中央会の弁論大会で小原は「銀行は利息を得るためにお金を貸すが、我々組合は、先様のところへ行ってお役に立つようにと言ってお金を貸す。たとえ担保が十分であり、高い利息が得られても、投機のための資金など先様にとって不健全なお金は貸さない。貸したお金が先様のお役に立ち、感謝されて返ってくるような、生きたお金を貸さなければならない」と述べこれを「貸すも親切、貸さぬも親切」と要約した。
また、日頃から「お金を貸す」という言葉ではなく、「ご心配して差し上げる」という言葉を使い「銀行はお金を貸すことに目がいくが、信用金庫は、相互扶助を目的とした協同組織金融機関であり、まず先様の立場に立って、事業や生活のご心配をし、知恵を貸し、汗を流して、その発展繁栄に尽力することが大切であり、その上で、資金が必要ならばご融資し、お客さまのためにならない資金ならお貸ししないことが親切である」と指導した。
バブル期において、大手銀行は様々な投機を取引先に勧め、資金を積極的に融資した。その後のバブル崩壊によって投資を行った取引先が相次いで破綻し、銀行に対する批判が強まる中、城南信金は「貸すも親切、貸さぬも親切」をモットーに投機的な融資を断った為、同じような状況に陥ることはなかった。

### カードは麻薬
小原は昭和30年代に海外視察を行なって諸外国の金融情勢を調べ、また信金中金の国際業務を強力に推進し、ニューヨーク、ロンドン支店の設立には自ら実地調査するなど、国際派の側面があった。その小原が米国の金融情勢を視察した際に、アメリカ社会はクレジットカード漬けであり、安易な借金にたよる結果、堅実に働いて将来に備えるという「勤倹貯蓄の精神」を失い、生活が破綻し、貧富の差が拡大し、これが犯罪の増加などの社会不安を招いていると述べた。そして、日本でも拡大しつつあったクレジットカード、消費者金融に警鐘を鳴らし、「カードは麻薬」であり、こうしたクレジットカード、消費者金融が拡大すると、やがて日本もアメリカのように、社会治安が悪化し、凶悪な犯罪が続発し、不健全な社会になることは必至であると厳しい警告を発した。

### 貯蓄興国、借金亡国
小原は、庶民がしっかりとした蓄えを持たずに、病気などをきっかけに悲惨な生活を送ったり、高利貸しに手を出して、家屋敷や家財までも手放して生活破綻に陥ったりすることを強く憂いて、「豊かな国民生活の実現」のためには、まず貯蓄奨励が大切であるとつねに強調していた。そして、働いて貯蓄し、財産を多少なりとも持てば、物事の考え方や行動までも堅実になり、それが個人の生活の安定だけでなく、国家の繁栄にもつながるが、反対に、借金生活が当たり前になると、その国は衰退してしまうとして、「貯蓄興国、借金亡国」ということを、つね日頃から強調していた。

### 銀行に成り下がるな
昭和26年（1951年）に信用金庫法が制定された際に、無尽会社は相互銀行、信託会社は信託銀行、そして市街地信用組合は信用銀行という名称になる予定であったが、業界のリーダー達は、「市街地信用組合は公共的な目的のために設立されたのであり、金儲けを目的とした銀行とは違う」として「信用銀行」案に強く反発した。そこで舟山正吉銀行局長が、「それなら政府機関しかつかっていない金庫を特別に認めましょう。金は銀よりも上です」と提案して「信用金庫」という名称になった。こうした業界の先達者たちの強い誇りやプライドを肌身で知っていた小原は、銀行と信用金庫は違う、という意識が強く、しばしば「銀行に成り下がるつもりですか」、「あれは金儲けが目的ですよ」と語気鋭く、部下を叱りつけた。

### 人の性は善なり
小原は若い頃からの経験から「人の性は善なり」ということを自らの信条としていた。小原は自身の著書内に於いて、「人を信じることは容易ではない。何よりも自分自身も信頼を得なければならず、言行一致が求められる。人を信じることは人の中にある性善に働きかけることであり、その人の性善さを見つめなければならない。」と述べ、また、小原は「相手を信じ、恩情を持って接すれば、その心は必ず相手に通じ、相手もまた信頼と恩情に応えようと精一杯努力するものである。このように、『人の性は善なり』と考えるべきであり、私の経験でも、まず裏切られるようなことはなかった」と強調していた。

### 人柄に貸せ
小原は「融資に当たっては、担保主義ではなく、その人が真面目な人柄であり、将来その事業が必ず成功するはずだと思えば、お貸しすべきだ」と教えた。そして、つねに「人柄に貸せ」と述べ、信用金庫は地域に密着し、会員の評判や仕事ぶりを的確に把握しているのだから、相手の人間を見て、商売のやり方をみて貸すことが肝心であると強調していた。具体的にも「中小企業などは、いくらか油が染み付いた作業服をきた工場主、前垂れを掛けた商店主など、飾ることなく、地で来る人のほうが間違いがない。逆に奥さんにないしょでお金を借りに来るような人はだめだ。結局信用できるかどうかは、外観じゃなくて人柄だ」と教えた。

### 産業金融に徹する
小原は「銀行は晴れた日には傘を貸して、雨が降り出すと取り上げるというが、信用金庫はそういうことではいけない」、「企業に対しては、企業側の立場になって、良質な資金を安定供給し、企業の育成発展に貢献することが金融機関の使命である」と述べ、これを「産業金融」と称した。また、「信用金庫は日頃から企業の経営実態を適切に把握し、親身なアドバイスを当たることが大切である」とも述べた。

## 逸話
- 鐵五郎の名前の由来は、7人兄弟の5番目に生まれたため。
- 東京都品川区荏原七丁目6-9にある摩耶寺[10]には、小原鐵五郎顕彰碑「従三位勲一等　小原鐵五郎顕彰碑　貸すも親切　貸さぬも親切」と刻まれた石碑が建っている。
- 城南信用金庫の理事長や全国信用金庫連合会（現：信金中央金庫）と全国信用金庫協の両会長職時代には国会などにしばしば、国会における金融界の重要参考人として呼ばれ、独自の金融哲学（小原哲学）を幾度となく述べた。
- 池井戸潤原作のテレビドラマ『半沢直樹』で主人公・半沢がドラマ中に使用した台詞、「貸すも親切、貸さぬも親切」「銀行は雨の日に傘を取り上げ、晴れの日に傘を貸す」は小原哲学からの引用である。また、池井戸潤原作のテレビドラマ「陸王」でも小原の「貸すも親切、貸さぬも親切」がドラマの台詞の中に使用された。

## 著書・寄稿
- 「わが道ひと筋」（日本工業新聞社）1969
- 「私の履歴書」（日本経済新聞社）1970
- 「小原鉄五郎語録―庶民金融の真髄をつく」(金融タイムス社) 1973
- 「貸すも親切貸さぬも親切―私の体験的経営論 」(東洋経済新報社) 1983
- 「王道は足もとにあり―小原鉄五郎経営語録」（PHP研究所）1985
- 「この道わが道―信用金庫ひと筋に生きて」(東京新聞出版局) 1987
- 「小原鉄五郎伝」（金融タイムス社）1980
- 「小原鉄五郎伝II」（金融タイムス社）1988
- 「小原鉄五郎伝―追悼総集編」（金融タイムス社）1989
- 「信金の神様」の教え―今よみがえる「小原鐵学」 (中日新聞東京本社）2022